# スコット・マクネリ

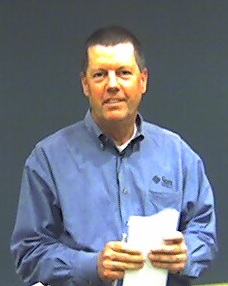
スコット・マクネリ

スコット・マクネリ（Scott G. McNealy, 1954年11月13日 - ）は、アメリカ合衆国の実業家。米サン・マイクロシステムズ社の共同設立者の一人。

## 経歴
インディアナ州コロンバスに生まれる。父はアメリカン・モーターズ社の経営幹部を務めた。医者を志してハーバード大学医学部に入学するが後に経済学部へ変更、1976年に経済学士号を取得。ロックウェル・インターナショナルに工場の現場主任として2年間勤務した後スタンフォード大学経営大学院に入学し、1980年に経営学修士号を取得。卒業後化学製造会社 FMC 社に入社し M2ブラッドリー歩兵戦闘車の製造に携わる。1981年には小規模コンピュータ製造会社 Onyx Systems 社で製造管理者の職を得る。
1982年にビノッド・コースラ、ビル・ジョイ、アンディ・ベクトルシャイムらとともにサン・マイクロシステムズを設立した。1984年12月にコースラから最高経営責任者職を引き継ぎ、22年の間同職を勤め上げる。マクネリは OS、マイクロプロセッサをすべて自社で開発する方針を打ち出し、また、"The Network is the Computer"（ネットワークがコンピュータ）というモットーを掲げ、早くからコンピュータのネットワーク化を進めてきた。2006年4月に最高経営責任者職をジョナサン・シュワルツに譲った。

## 職歴
- 1982年2月 - 1984年2月 : 事業担当副社長
- 1984年2月 - 1984年12月 : 社長兼最高執行責任者
- 1984年12月 - 1999年4月 : 会長兼社長兼最高経営責任者
- 1999年4月 - 2002年6月 : 会長兼最高経営責任者
- 2002年7月 - 2004年4月 : 会長兼社長兼最高経営責任者
- 2004年4月 - 2006年4月 : 会長兼最高経営責任者
- 2006年4月 - 2010年1月 : 会長

## 私生活
既婚で4人の息子がいる。趣味はアイスホッケーとゴルフ。